# Улица Гагарина (Архангельск)
Улица Гагарина — улица в историческом центре Архангельска, проходит от Набережной Северной Двины до Проспекта Дзержинского. Протяжённость улицы более двух километров.
Улица ведёт на Кузнечевский мост. В начале улицы расположен сквер имени Е. С. Коковина. Улица — одна из границ Парка имени Ломоносова.

## История

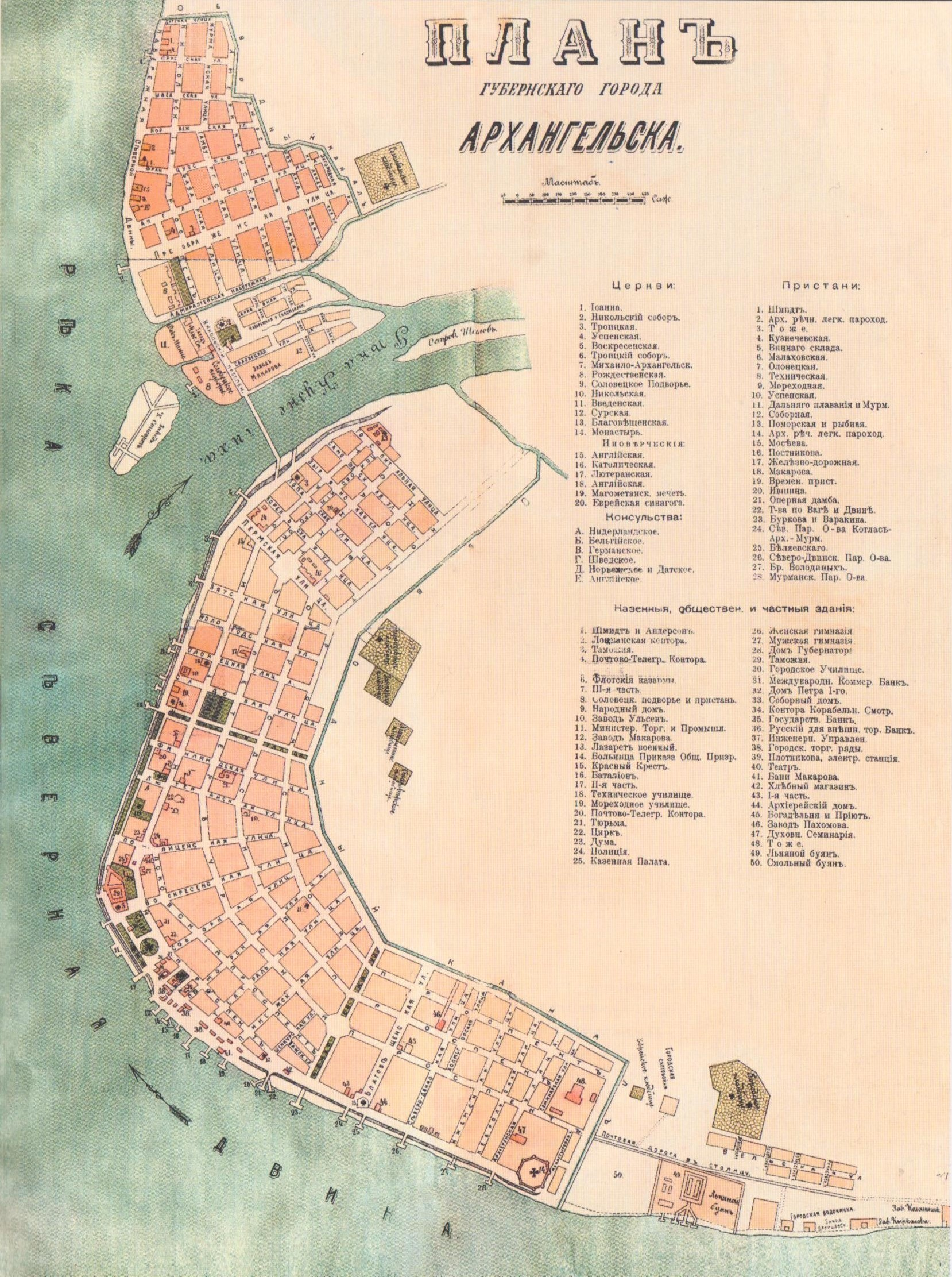
Карта Архангельска 1890 года

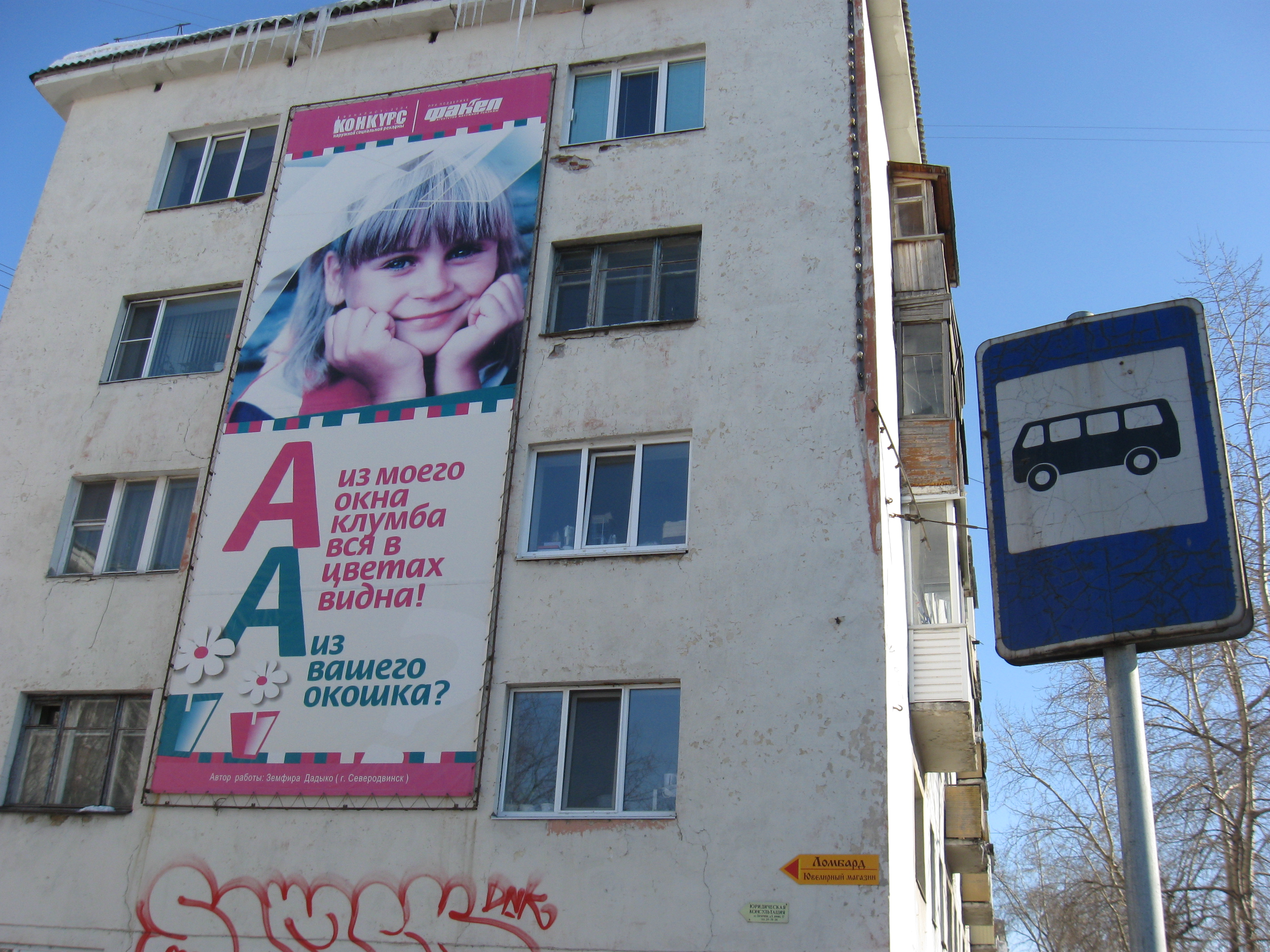

До начала XX века улица была одной из границ городской территории.
В прошлом неоднократно меняла названия — Госпитальная (на территории, примыкающей к улице, находился военный госпиталь), Девятая, Последняя.
В 1912 году на улице была возведена Церковь Всех Скорбящих Божией Матери (Госпитальная), в конце 1920-х годов она была снесена.
В 1940 году художник Е. Н. Иванов, незадолго до своей гибели, изобразил себя с Ольгой в небе над Архангельском, летящими над бараками ссыльных в районе улицы.
После открытия в 1956 году Кузнечевского моста по улице прошёл маршрут трамвая № 5.
Современное название, с 1961 года, в память первого космонавта Юрия Алексеевича Гагарина (1934—1968). В 1984 году рядом с д. 5 на улице открыт памятник космонавту, у памятника ежегодно в День космонавтики, 12 апреля, ветераны и общественность города проводят акцию памяти.
Историческая застройка не сохранилась, улица застроена домами по типовым проектам, панельными, деревянными
В августе 1990 года в сквере на пересечении улицы с Проспектом Обводного канала  установлен Памятник жертвам политических репрессий, к памятнику проводятся экскурсии
На территории Парка имени Ломоносова по предложению губернатора Архангельской области Александра Цыбульского планируется организовать новое общественное пространство взяв за основу историю Соловков.

## Достопримечательности
Парк имени Ломоносова
Кузнечевское кладбище